# Merkaz Chewer
Merkaz Chewer (hebr. מרכז חבר; ang. Hever lub Merkaz Hever; pol. Centrum Chewer) – wieś komunalna położona w Samorządzie Regionu Ha-Gilboa, w Dystrykcie Północnym, w Izraelu.

## Położenie
Merkaz Chewer jest położona na wysokości 69 metrów n.p.m. w południowej części intensywnie użytkowanej rolniczo Doliny Jezreel, na północy Izraela. Okoliczny teren jest płaski, opada jednak delikatnie w kierunku północnym. Po stronie zachodniej przepływa strumień Ta’anach, który na północy zasila rzekę Kiszon. W odległości 5 km na wschód od wsi wznoszą się zbocza Wzgórz Gilboa, a w odległości 4 km na południowym zachodzie wznoszą się wzgórza płaskowyżu Wyżyny Manassesa w rejonie Wadi Ara. W otoczeniu wsi Merkaz Chewer znajdują się moszawy Dewora, Addirim i Barak. W odległości 2 km na południe przebiega mur bezpieczeństwa oddzielający terytorium Izraela od Autonomii Palestyńskiej. Po stronie palestyńskiej znajdują się wioski Zububa i Ti’innik.
Merkaz Chewer jest położona w Samorządzie Regionu Ha-Gilboa, w Poddystrykcie Jezreel, w Dystrykcie Północnym Izraela.

## Historia

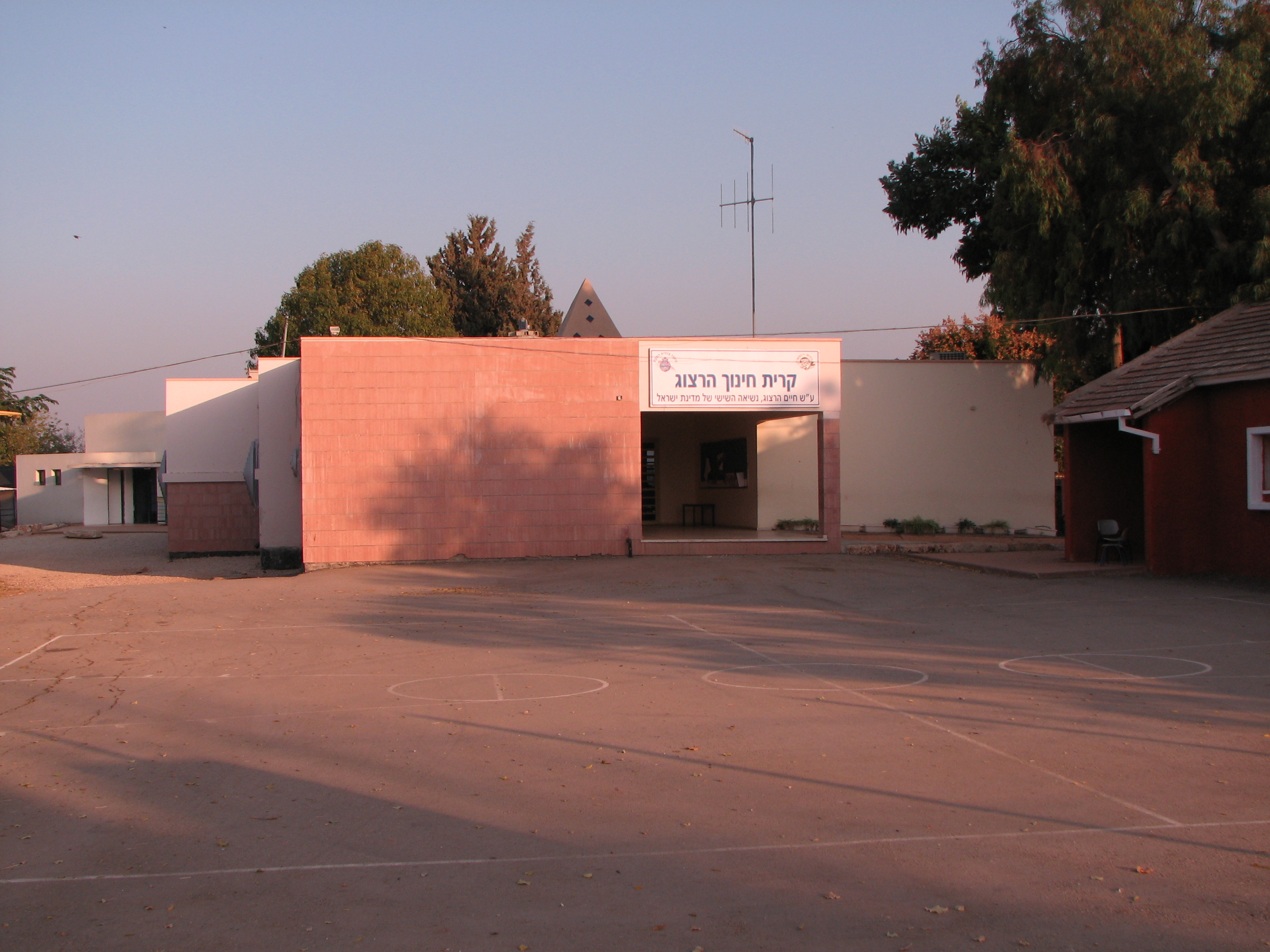
Centrum edukacyjne Merkaz Chewer

W latach 50. XX wieku miała miejsce masowa emigracja ludności żydowskiej do Ziemi Izraela. Nagłe pojawienie się dużej liczby nowych imigrantów, zmusiło władze izraelskie do poszukiwania sposobu ich absorpcji. W ten sposób zrodziła się koncepcja utworzenia nowego obszaru osadnictwa w południowej części Doliny Jezreel. Cały projekt otrzymał wspólną nazwę Ta’anach, która to nazwa odnosiła się do całego regionu. Powstały tu trzy identyczne bloki osiedli, z których każdy posiadał centralną wieś pełniącą wszystkie podstawowe funkcje dla sąsiednich osad rolniczych. W ten sposób w 1953 roku utworzono pierwszy blok nazwany Ta’anach Alef (moszawy Awital, Perazon i Metaw, oraz wieś centralna Merkaz Ja’el).
Na początku 1956 roku przystąpiono do tworzenia drugiego bloku osiedli Ta’anach Bet. W takich okolicznościach w lutym 1956 roku został założony moszaw Addirim. Następnie w sierpniu 1956 roku zostały założone moszawy Barak i Dewora. W takich okolicznościach, w 1958 roku utworzono centrum administracyjne i usługowe Merkaz Chewer. Jego nazwę zaczerpnięto od biblijnej postaci Chewera. Od jej nazwy czasami cały blok jest nazywany Chewer. W 1982 roku centrum przekształcono w wieś komunalną. W latach 90. XX wieku tutejsze moszawy przeszły przez proces prywatyzacji, zachowując kolektywną organizację instytucji kultury, edukacji i ochrony zdrowia. Zdecentralizowano jednak organizację działalności gospodarstw rolniczych. Wymusiło to podjęcie decyzji o zmienieniu charakteru wioski Merkaz Chever, w której wybudowano pierwszych 90 domów mieszkalnych.

## Demografia
Większość mieszkańców wsi jest Żydami:

## Gospodarka i infrastruktura
Gospodarka wsi opiera się na rolnictwie i usługach. Wielu mieszkańców pracuje poza wsią. We wsi jest przychodnia zdrowia, sklep wielobranżowy i warsztat mechaniczny.

## Transport
Przez centrum wioski przebiega ze wschodu na zachód droga nr 6724. Z centralnie położonego ronda odchodzą lokalne drogi prowadzące na północ do moszawu Dewora, na południe do moszawu Barak i na wschód do moszawu Addirim. Z bloku osiedli wyjeżdża się drogą nr 6724 w kierunku zachodnim, a następnie na północ do skrzyżowania z droga nr 675. Lokalne drogi prowadzą także na południe do moszawu Ram-On, i na zachód do moszawu Gadisz. W odległości 6 km na północny zachód od wsi znajduje się port lotniczy Megiddo.

## Edukacja i kultura
Wieś utrzymuje przedszkole i szkołę podstawową. Starsze dzieci są dowożone do szkoły średniej w mieście Afula. We wsi jest synagoga, mykwa, ośrodek kultury z biblioteką, basen kąpielowy, sala sportowa i boisko do piłki nożnej.